# Ante Sekulić
Ante Sekulić (Tavankut, 16. studenog 1920. – Zagreb, 18. ožujka 2016.) hrvatski književnik, jezikoslovac, kulturni povjesničar, doktor znanosti, dopisni član HAZU, Razreda za filološke znanosti (od 30. siječnja 1997.), kulturni uglednik. Bio je hrvatski pjesnik i prozaik, esejist, jezikoslovac, povjesnik, etnolog, prevoditelj.

## Životopis
U Subotici završava pučku školu, potom je pitomac karmelićanskog samostana u Somboru, ondje završava šest razreda gimnazije, a u Suboticu okončava gimnazijsku naobrazbu. U Zagrebu na Hrvatskom sveučilištu studira kroatistiku i klasičnu filologiju, gdje kasnije doktorira s radnjom o govoru bačkih Hrvata. Nakon završetka stuidija upućen je iz mjerodavnog ministarstva za učitelja u nižu gimnaziju u Bačkom Dobrom Polju i nešto kasnije u Učiteljsku školu u Somboru. Između dva svjetska rata suradnik je Subotičkih novina na čijem je čelu mons. Blaško Rajić, književnog časopisa Klasje naših ravni i Subotičke matice iza kojih stoji biskup Lajčo Budanović, okupljajući ondje cvijet onodobnog hrvatstva iz Podunavlja. U studentskim danima djelovao u Društvu bačkih Hrvata u Zagrebu. Nakon II. svjetskog rata srednjoškolski je profesor u Sinju, Pazinu, Virovitici i Delnicama, a zatim je visokoškolski profesor u Rijeci i pročelnik katedre za hrvatski jezik. Najveći dio svoje znanstvene pozornosti usmjerava na istraživanje jezika, običaja i povijesti bačkih Hrvata i onih pojedinaca koji su svojim umom i perom tijekom minulih stoljeća bili svjetionici hrvatskom puku u Podunavlju. Zbog svojih je uvjerenja, od jugoslavenskog režima, dva puta osuđivan na zatvorske kazne. Kad su jugokomunističke vlasti proganjale Hrvate i rimokatolike nakon rata, bio je dijelom triju skupina od ukupno 27 katoličkih svećenika i aktivista, koji su lažno optuženi su da su pripadali "ustaškoj i križarskoj terorističkoj organizaciji". Ante Sekulić je bio dijelom skupine koja je osuđena 17. ožujka 1948. godine. Kao učitelj, dobio je šest mjeseci zatvora (osuđeni su još Ivan Kujundžić, Alojzije Poljaković, Franjo Vujković, Šime Stantić, Stanko Stanić, Vojislav Pešut, Joso Dulić, Dragutin Milonja, Ružica Draženović i Aleksandar Ivić, dok je Józsefa Tilija oslobodilo zbog nedostatka dokaza.
Nakon izdržane kazne prvih mjeseci 1948. godine radio je u gimnaziji u Beloj Crkvi, a krajem listopada i početkom studenog iste godine radio je samo šest dana u gimnaziji u Subotici. Potom je kraće vrijeme radio u Učiteljskoj školi u Imotskom te kao profesor u gimnaziji u Sinju i Učiteljskoj školi u Kninu do kraja 1950. godine. Od te godine ponovno je predavao u gimnaziji u Sinju, ali zbog javnog sudjelovanja u misnim slavljima u tamonjoj franjevačkoj crkvi otpušten je po optužbi Udbe te je prešao u Klasičnu gimnaziju Biskupskog sjemeništa u Pazinu u svibnju 1953. zbog jugokomunističkog režima često je mijenjao radna mjesta i boravište pa je tako predavao u gimnazijama u Virovitici i Delnicama te u Delničkom Srednjoškolskom centru, a od rujna 1969. do lipnja 1972. na Pedagoškoj akademiji u Rijeci, gdje je bio pročelnik katedre za hrvatski jezik. Ponovno je uhićen u lipnju 1972. i studenom iste godine sa skupinom hrvatskih intelektualaca osuđen u Subotici na zatvorsku kaznu od dvije godine i šest mjeseci strogog zatvora, koju je izdržao u Srijemskoj Mitrovici. Nakon izlaska iz zatvora s 54 godine nikad više nije zasnovao stalni radni odnos, nego se uz obiteljske obaveze prihvatio istraživanja raznih povijesnih, povijesno-književnih, jezikoslovnih i općenito kutlrunih tema, nastupajući na mnogim znanstvenim skupovima u Hravtskoj i u svijetu.
Umro je 19. ožujka 2016. godine u Zagrebu. Pokopan je 22. ožujka 2016. na zagrebačkom Mirogoju, a misu zadušnicu predvodio je pomoćni zagrebački biskup dr. Ivan Šaško.

## Znanstveni rad
Objavio je preko šezdesetak književnih i znanstvenih djela i više stotina radova u periodici. Govorio je madžarski, njemački, poljski, francuski, talijanski i latinski, a služio se ruskim i španjolskim.
Još kao srednjoškolac, između dva svjetska rata, kulturno se angažirao u društvenom životu Bačkih Hrvata. Bio je suradnik "Subotičkh novina", književnog časopisa "Klasje naših ravni" i "Subotičke Matice", a kasnije kao student Društva bačkih Hrvata u Zagrebu. Najveći dio svoje znanstvene pozornosti usmjerio je na izražavanje jezika, pbičaja i povijesti bačkih Hrvata. Pisao je u časopisima "Matica", "Hrvatskoj reviji", "Dometima", "Riječkoj Reviji", "Kritici", "Maruliću", "Kani", "iseljeničkom kalendaru", kasnije "Hrvatskom iseljeničkom zborniku" te u projektu "Hrvatske knjige izvan Hrvatske" nakadnika Matice hrvatskih iseljenika. Bio je suradniom u zavičajnim tiskovinama: kalendaru "Subotička Danica", katoličkim časopisima "Bačko klasje", "Kolo mladeži", "Zvonik" i dr.

## Članstva i nagrade
Bio je član Društva hrvatskih književnika, Matice hrvatske, hrvatskog P.E.N.-a, Hrvatskog filološkog društva, Hrvatskog mariološkog instituta u Zagrebu, Instituta za kulturu, povijest i duhovnost Ivan Antunović iz Subotice, redoviti je član Papinske marijanske akademije u Rimu i drugih znanstvenih udruga, dopisni je član HAZU. Za svoj rad i dopirnos hrvatskoj kulturi i znanosti Ante Sekulić dobio je : Nagradu Ivan Filipović, i odličja Predsjednika Republike Hrvatske: Reda Danice hrvatske s likom Stjepana Radića, Reda Danice Hrvatske s likom Marka Marulića i odličje Reda hrvatskog pletera. Počasni je građanin Subotice od 2009. godine. Primio je i nagradu grada Delnica za životno djelo. Svezak časopisa Matice hrvatske, ogranak Subotica, za književnost, umjetnost i znanost Klasje naših ravni 1. – 2. od 2011. je posvećen devedesetoj godišnjici rođenja Ante Sekulića i osamdesetoj godišnjici rođenja Nace Zelića.
Umro je 19. ožujka 2016. godine u Zagrebu. Sprovod je predviđen za 22. ožujka 2016. na Mirogoju.

## Važnija djela
- Govor bačkih Bunjevaca (odlomak iz doktorske disertacije), Sombor, 1947., - 18 str. (vlastita naklada)
- Bilješke iz književnosti I. i II. dio, Subotica 1952., - 35 i 40 str. (vlastita naklada)
- Voltićev Ricsoslovnik, Subotica 1953., 30 str. (vlastita naklada)
- Neka pitanja suvremene književnosti bačkih Hrvata, Stražilovo, lipanj, Novi Sad 1953.
- Hrvatski realizam, Zagreb 1957., - 57 str. (vlastita naklada)
- Za naš književni jezik i pravopis, Zagreb 1959. – 22 str. (vlastita naklada)
- Dva priloga našoj kulturnoj povijesti, Zagreb 1961., - 30 str. (pravopisac Lovro Bračuljević) (vlastita naklada)
- Riječi i djela, Delnice 1963., - 72 str.
- Iz književnosti, Zagreb 1964., - 69 str.
- Teorija književnosti (skripta), Delnice 1967., - 76 str.
- Romani Vjenceslava Novaka, Delnice 1967., - 33 str.
- Pregled povijesti književnosti, sv. I-III, Delnice 1967. – 472 str.
- Povijest književnosti – europski realizam (skripta), Delnice 1968., - 45 str.
- Naša gramatika, sv. I-II, Delnice 1968., - 108 str.
- Književnost bačkih Hrvata, posebno izdanje Kritike, sv. 5. Zagreb 1970., - 336 str.
- Delnice – 150. Obljetnica župe, Zagreb 1975.
- U karmelskom ozračju (životopis o. Gerarda Tome Stantića, karmelićanina u Somboru), Provincija karmelićana, Zagreb-Remete 1977., - 67 str. (pod pseudonimom J. Šimunov)
- Drevni Bač, Knjižnica zbornika Kačić, svezak 1., Split 1978., - 115
- Tragom franjevačkog ljetopisa u Subotici, Knjižnica zbornika Kačić, svezak 3., Split 1978., - 134
- Suvremena služba Vječnosti, Zagreb 1978., (bez imena autora A. S.)
- Pozivu vjeran, Sluga Božji Vendelin Vošnjak, franjevac, Biblioteka Brat Franjo, knj. Prva, Hrvatska franjevačka provincija sv. Ćirila i Metoda, Zagreb 1983. – 270 str. (pseudonim Jakov Šimić)
- Središte života, Zagreb 1984., (pseudonim J. Šimunov)
- Moj Bližnji, Zagreb 1984., (pseudonim J. Šimunov)
- Marijanske pobožnosti podunavskih Hrvata, Provincija hrvatskih karmelićana, Zagreb 1985., - 66
- Remete, Pavlini u Hrvatskoj, svezak drugi, Analecta croatica christiana, svezak XXIII, Kršćanska sadašnjost, Zagreb 1986., - 138
- Narodni život i običaji bačkih Bunjevaca, JAZU, Zbornik za narodni život i običaje Južnih Slavena, knj. 50. Zagreb 1986. – 472 str. i 40 str. fotografija
- Bački Bunjevci i Šokci, Školska knjiga, Zagreb 1989., - 352.
- Bački Hrvati, narodni život i običaji, JAZU, Zbornik za narodni život i običaje Južnih Slavena, knj. 52. Zagreb 1991., - 496 s fotografijama (50. i 52. knjiga Zbornika za narodni život i običaje J. Slavena je isto djelo A. Sekulića u dva izdanja 1986. i 1991.)
- Olimlje u 17. 18. stoljeću, Podsreda-Ljubljana 1983., -109.
- Hrvatski pisci u ugarskom Podunavlju od početka do kraja XVIII. stoljeća, Zagreb 1993., - 231
- Hrvatska preporodna književnost u ugarskom Podunavlju do 1918., Zagreb 1994., - 327
- Književnost podunavskih Hrvata u XX. stoljeću, Zagreb 1996., - 560 str.
- Hrvatski bački mjestopisi: povijest hrvatskih imena mjesta u bačko-bodroškoj županiji, Zagreb 1994., - 174
- Hrvatski baranjski mjestopisi: povijest hrvatskih imena u Baranji, Zagreb 1996., -199
- Hrvatski srijemski mjestopisi, Zagreb 1997., - 238
- Naš veliki graditelji povijesti Juraj Utišinović 1482. – 1551., Zagreb 1996., - 118
- Pavlinski prinosi hrvatskoj književnosti, Zagreb 1997., - 504
- Rasprave i jeziku bačkih Hrvata,  Zagreb 1997., - 291
- Umjetnost i graditeljstvo bačkih Hrvata, Zagreb 1998., - 171
- Imena, prezimena i nadimci bačkih Hrvata, Zagreb 2000., 2010.
- Duhovnost i znanost karmelićana među Hrvatima, Zagreb 2000., - 500 + fotografije.
- Karmelićanski prinosi hrvatskoj kulturi, Zagreb 2001., 394
- Rječnik govora bačkih Hrvata, Zagreb 2005., 700.
- Osobna imena, prezimena i nadimci bačkih Hrvata, NIU Hrvatska riječ i Katolički institut za kulturu povijest i duhovnost «Ivan Antunović», Subotica 2006. i 2010.
- Bilješke iz književnosti (1953. – 1963.), Subotica, 2010.
- Prilozi povijesti hrvatske književnosti, Subotica, 2011.

## Zastupljen u antologijama
- Luigi Salvini, Il Melograno (Lirica croata contemporanea), Zagreb, 1942.
- Geza Kikić, Antologija poezije bunjevačkih Hrvata, Zagreb, 1971.
- Pavao Crnjac, Pjesme Mariji, Zagreb, 1987.
- Neven Jurica, Božidar Petrač, Duša duše hrvatske, Mostar, 1988.
- Stijepo Mijović Kočan, Rasuta baština, Zagreb, 1992.
- Božidar Petrač i dr., Mila si nam Ti jedina, Zagreb, 1997.
- Božidar Petrač, Hrvatska božićna lirika, Zagreb, 2000.
- Vladimir Lončarević, Krist u hrvatskom pjesništvu, Zagreb, 2007.
- Riste Vasileski, Trajnik, antologija poezije nacionalnih manjina u Srbiji, 2008.
- V. Lončarević, B. Petrač, N. Videk, Hvaljen budi, Gospodine moj, Zagreb, 2009.